# Jian
Cet article possède un paronyme, voir Jain.
Pour les articles homonymes, voir Jian (homonymie).
Le jian (en chinois : 劍) est une épée longue chinoise. Dans le Kung-fu Shaolin, elle est surnommée « le gentilhomme des armes ». Elle fait partie des quatre armes de base en art martial chinois (avec le bâton, la lance, et le sabre).

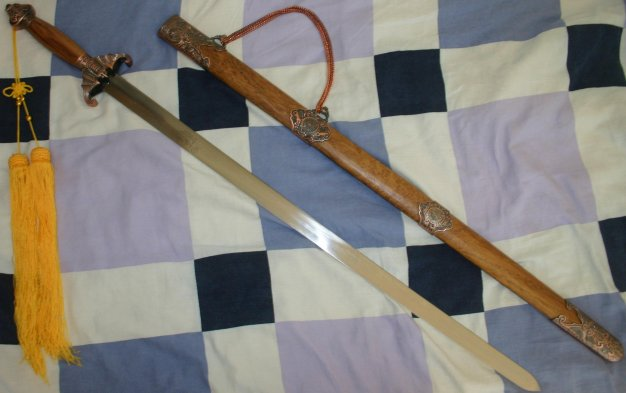
Un jiang moderne avec son fourreau.

## Description
Le jian est constitué d'une poignée à une main surmontée d'une garde très peu prononcée, et d'une lame à deux tranchants, relativement pointue, et dont l'épaisseur ne dépasse pas quelques millimètres. Cette finesse lui donne une grande souplesse.
Ces épées sont particulièrement fragiles mais extrêmement tranchantes. Le style de combat s'apparente à de la danse, car la fragilité de l'épée oblige l'épéiste à effectuer des mouvements amples. En revanche, la rapidité d'exécution d'un coup est fulgurante. Sont favorisées les piques et estafilades aux endroits vulnérables et les esquives. La pratique de ce combat se nomme Jianshu.
L'épée est un style important du taiji avec armes, le taiji jian (太极剑)。

## Histoire
Le jian apparaît vers le Xe siècle av. J.-C. sous les Zhou Occidentaux et est progressivement utilisé pour le corps à corps durant la période des Printemps et Automnes puis sous les Royaumes Combattants. C'est durant cette période que le fer puis l'acier apparaissent en complément du bronze, encore majoritaire, entraînant un allongement de sa lame. Sur les champs de bataille, il est définitivement remplacé par le dao (sabre) à la fin de la période des Trois Royaumes. Son rôle devient alors essentiellement symbolique, aussi bien sur le plan social (c'est l'arme du gentilhomme) que religieux (dans les rituels taoïstes). Sous les Ming, les épées deviennent même des objets de collection prisés par les lettrés.
Plusieurs personnages de l'armée de terre cuite étaient à l'origine armés de jian fabriqués dans un alliage de cuivre.
De nos jours, les officiers de la marine chinoise reçoivent des épées de cérémonie ressemblant au jian traditionnel.